# Domenico Capranica
Domenico Capranica, född 31 maj 1400 i Capranica Prenestina, provinsen Rom, Italien, död 14 augusti 1458 i Rom, var en italiensk kardinal. Han är mest känd för att 1457 ha grundat Collegio Capranica.
Påve Martin V utsåg den 23 juli 1423 Capranica till kardinaldiakon av Santa Maria in Via Lata.